# Thomomys idahoensis
Thomomys idahoensis är en däggdjursart som beskrevs av Clinton Hart Merriam 1901. Thomomys idahoensis ingår i släktet Thomomys och familjen kindpåsråttor. Inga underarter finns listade i Catalogue of Life. Wilson & Reeder (2005) skiljer mellan 3 underarter. 
Thomomys idahoensis når en kroppslängd (huvud och bål) av 104 till 148 mm, en svanslängd av 43 till 70 mm och en vikt av 36 till 88 g. Den har på ovansidan grågul päls med orange nyanser och pälsen blir fram till kroppssidorna mer gråaktig. Undersidan är täckt av krämfärgad päls. Bakom varje avrundat öra förekommer en mörk fläck. Typisk är en tofs vid svansens spets. Jämförd med Thomomys talpoides har arten ljusare päls.
Denna gnagare förekommer med två från varandra skilda populationer i Idaho, Wyoming, Montana och Utah (USA). Habitatet utgörs av gräsmarker och av öppna buskskogar.
Arten gräver underjordiska tunnelsystem och visar sig bara på natten eller på molniga dagar ovanpå markytan. Den äter rötter, rotfrukter och i mindre mått andra växtdelar. Födan transporteras med hjälp av kindpåsarna och lagras i boet. Antagligen är honor liksom hos Thomomys talpoides 19 eller 20 dagar dräktig. Per kull föds 4 till 7 ungar.
För beståndet är inga hot kända. IUCN kategoriserar arten globalt som livskraftig.